# Hans Reichardt
Hans Reichardt   (Altenburg, 2 d'abril de 1908 - Berlín, 4 d'abril de 1991) va ser un matemàtic alemany.
Reichardt va néixer a Altenburg on va fer la seva escolarització fins al 1926. Entre 1926 i 1934 va estudiar matemàtiques i física a les universitats de Jena, Königsberg, Berlín, Hamburg i Marburg. El 1932 va obtenir el doctorat a Marburg amb una tesi dirigida per Helmut Hasse. A continuació va ser professor de les universitats de Frankfurt i Jena fins que el 1937 va ser nomenat professor de la universitat de Leipzig. A partir d'aquesta data també va col·laborar amb l'Institut Kaiser Wilhelm de Dinàmica de Fluids, estudiant les fluctuacions dels fluxes turbulents. El 1943 va ser contractat per Telefunken, sota comandament militar, per estudiar problemes matemàtics en el camp de l'enginyeria dels radars. Acabada la Segona Guerra Mundial, i malgrat ser membre del partit nazi, el 1946 va ser contractat a la Unió Soviètica per a treballar en el centre de recerca aeroespacial de l'illa de Gorodomlia on va romandre fins al 1952 quan va tornar a Berlín per a dirigir el departament de matemàtiques de la universitat de Berlín i on va encetar una escola de geometria diferencial. Es va retirar el 1973 i va morir a Berlín el 1991.
Els seus camps de treball van ser l'àlgebra, especialment la teoria de nombres i les funcions algebraiques, la geometria diferencial i, al final de la seva vida, la història de les matemàtiques, convertint-se en un especialista en la obra de Gauss. A partir de 1965, en col·laboració amb Heinrich Grell va desenvolupar un programe exitós de millora de l'ensenyament de les matemàtiques a secundària.